# Falschauer

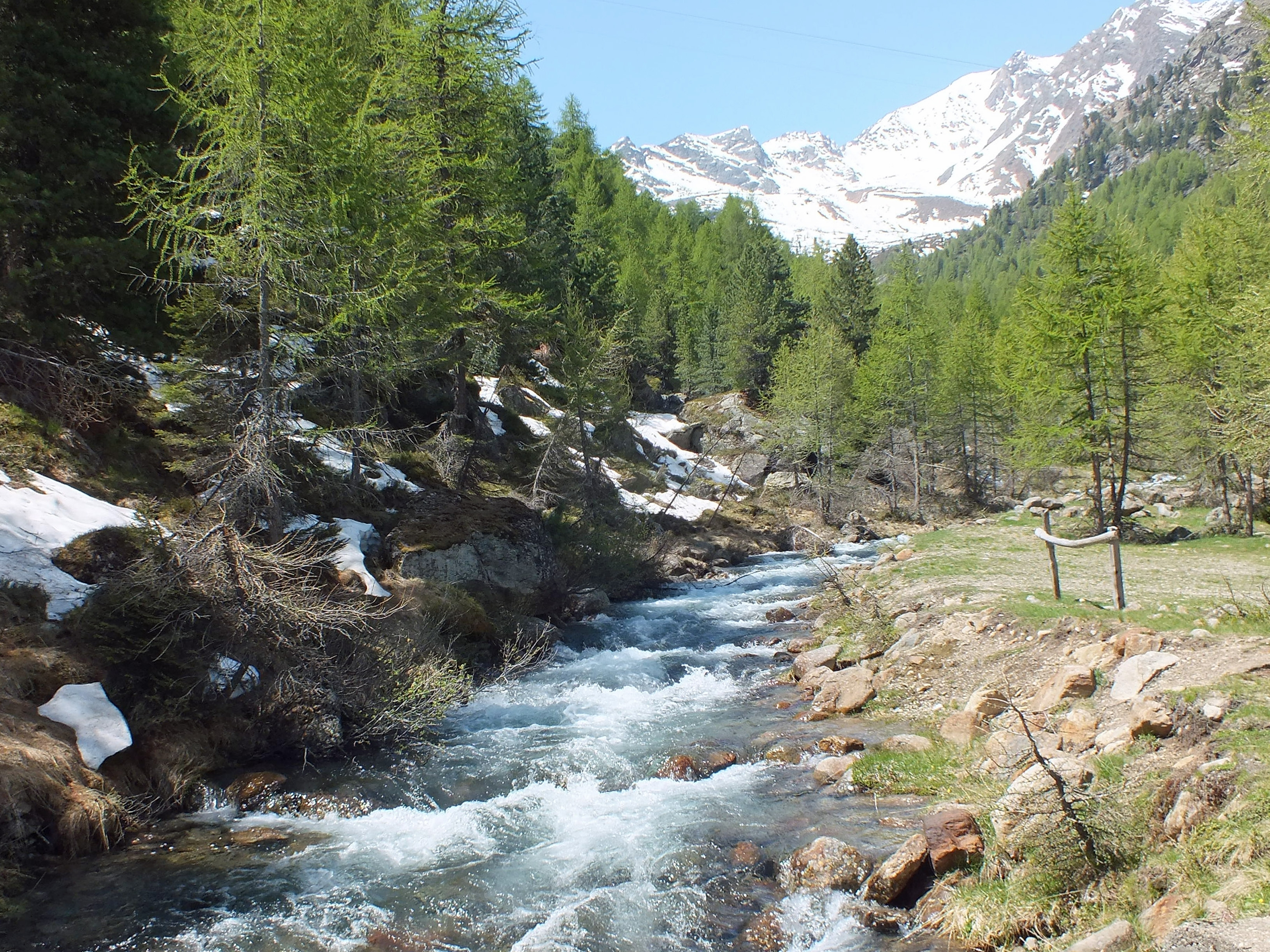
Die Falschauer oberhalb des Weißbrunnsees

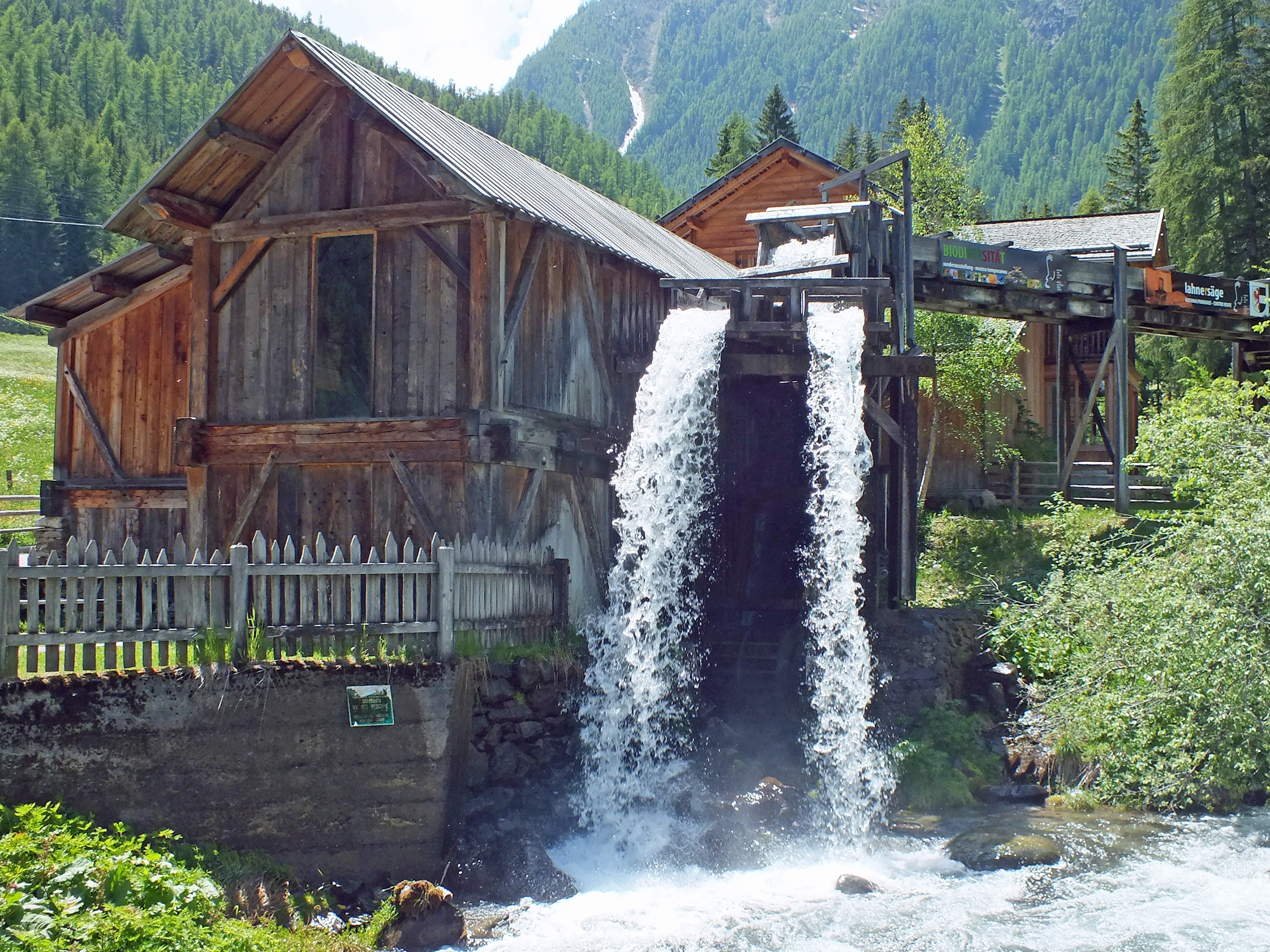
Die Lahnersäge an der Falschauer

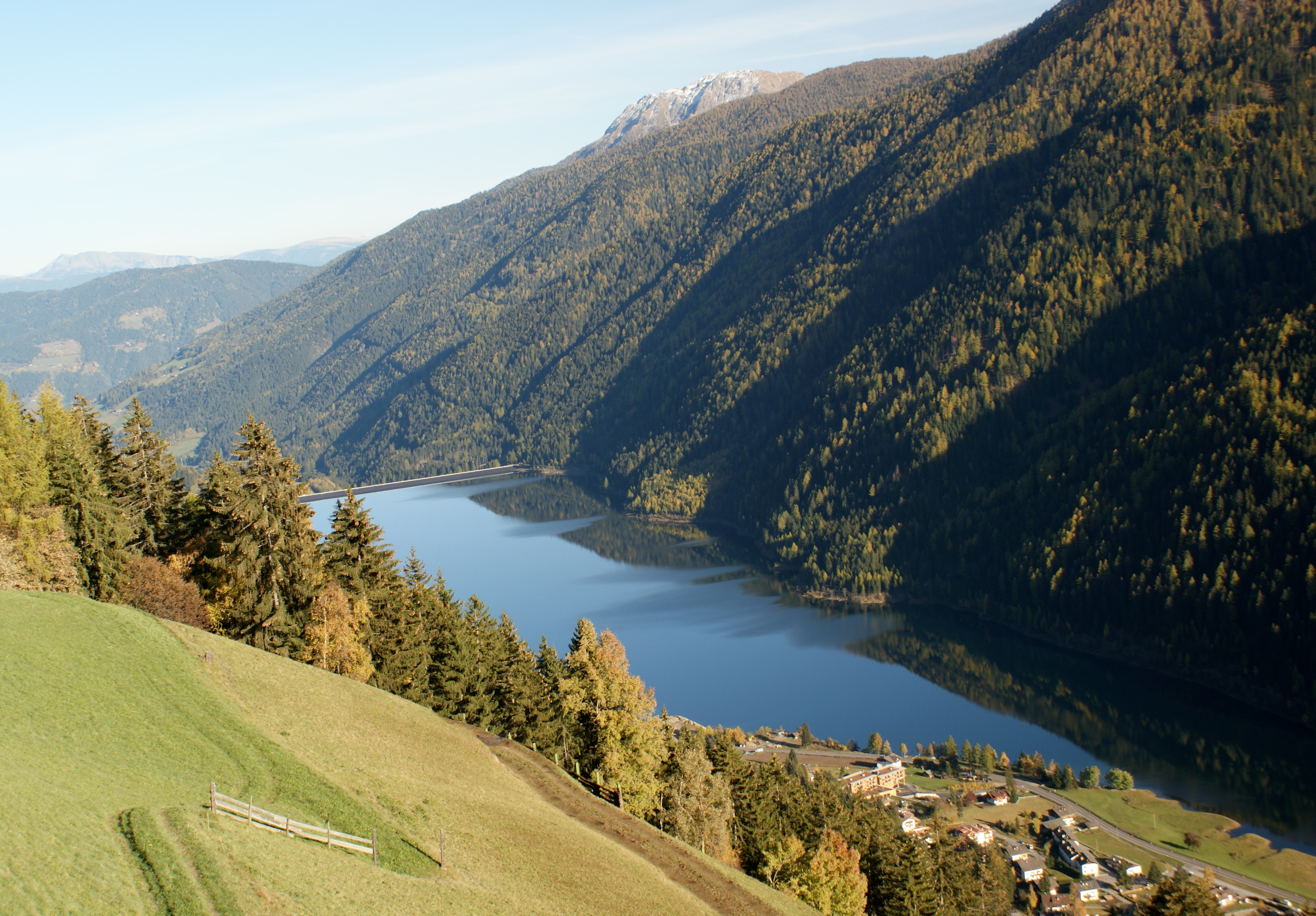
Der Zoggler-Stausee

Die Falschauer (früher oft auch Valschauer, italienisch Valsura) ist ein Fluss in Südtirol, der im hinteren Ultental beginnt, und im Gemeindegebiet von Lana im Etschtal nach über 40 Kilometern in die Etsch mündet.

## Verlauf
Die Falschauer trägt diesen Namen ab der Vereinigung des Grünseebaches mit dem Oberen Weißbrunnbach etwa 500 Meter oberhalb des Weißbrunnsees. Die Bäche haben ihr Quellgebiet im Bereich des Weißbrunnferners und der Naturseen Schwarzsee und Wilder Ploder, deren Abflussbäche sich im Langsee vereinen. Nach Passieren des Weißbrunnsees erreicht die Falschauer bei St. Gertraud die hinterste Siedlung des Ultentals. Im weiteren Verlauf durchfließt sie St. Nikolaus, den Zoggler-Stausee, St. Walburg, den Hauptort der Gemeinde Ulten, den Pankrazer Stausee und St. Pankraz. Durch die Gaulschlucht kommt sie nach Lana, hinter dem sie die Etsch erreicht.
An der Flussmündung in die Etsch befindet sich ein Auwald. Zusammen mit den benachbarten Burgstaller Auen sind dies die letzten verbliebenen Gebiete des Etschtales, die nicht von der Kultivierung betroffen sind. Zahlreiche geschützte Vögel brüten in diesen naturbelassenen Auenwäldern.

## Name
Das Hydronym ist 1332 als Valsaur ersturkundlich genannt. Der Name findet sich mehrmals in Tirol. Ob allerdings val sura ‚Obertal‘ oder val scura ‚dunkles Tal‘ zugrunde liegt, lässt sich nicht klären.

## Nutzung
Während die Falschauer in früherer Zeit Mühlen und Sägewerke antrieb und zur Holzflößerei diente, wird sie heute fast ausschließlich zur Gewinnung von Elektroenergie genutzt. In St. Gertraud dient die mit Wasser der Falschauer betriebene Lahnersäge lediglich noch zu Demonstrationszwecken.
In den 1950er und 1960er Jahren wurde im Ultental ein umfassendes System zur Energieerzeugung durch Nutzung der Wasserkraft der Falschauer aufgebaut, die von ihrem Quellgebiet bis zur Mündung einen Höhenunterschied von über 2000 Metern aufweist und ein Einzugsgebiet von 301 km² umfasst. In ihrem Lauf und in Nebentälern wurden Stauseen angelegt, die mit den jeweils zugehörigen um bis über 700 Metern tiefer liegenden Wasserkraftwerken an der Rückseite des nächstniedrigeren Stausees durch Druckstollen verbunden sind. Durch diese Erhöhung der Fallhöhe bis zur Turbine wird die Wasserkraft optimal ausgenutzt. Das Druckstollen- und Druckleitungssystem reicht vom Grünsee über die einzelnen Stauseen bis zum untersten Kraftwerk in Lana. Das führt dazu, dass große Anteile der Wasserfracht der Falschauer unterirdisch geführt werden und die Falschauer oft vor allem nur Wasser aus den Nebenflüssen des Abschnitts zwischen den Stauseen führt. Einige der Anlagen können auch im Pumpspeichermodus betrieben werden. Die installierte Gesamtleistung des Systems beträgt 250 MW.

## Nebenflüsse
Die wichtigsten Nebenflüsse der Falschauer sind flussabwärts
Linksseitig:
- Pilsbach
- Tupferbach
- Messnerbach
- Kuppelwieserbach
- Kirchbach

Rechtsseitig:
- Kirchbergbach
- Klapfbach
- Schwarzbach
- Maraunbach
- Wiesenbach